# Podregion Torniolaakso
Podregion Torniolaakso (fiń. Torniolaakson seutukunta) – podregion w Finlandii, w regionie Laponia.
W skład podregionu wchodzą gminy:
- Pello,
- Ylitornio.